# Santa Cruz (Llanera)
Santa Cruz es una parroquia española del municipio de Llanera, perteneciente a la comunidad autónoma de Asturias. En 2023, tenía empadronados 254 habitantes.